# Breno (cognome)
Breno è un cognome di lingua italiana.

## Varianti
Brena, Brenacci, Brenelli.

## Origine e diffusione
Il cognome è tipicamente lombardo.
Potrebbe derivare dal toponimo Breno nel bresciano. Potrebbe inoltre essere legato al termine celtico briga, "monte", e quindi essere affine a Brenna.
Le varianti Brena, Brenacci e Brenelli sono a loro volta lombarde.